# Nhlanhla Shabalala
Nhlanhla Shabalala (ur. 16 grudnia 1985 w Villiers, Południowa Afryka) – piłkarz południowoafrykański występujący w Ajaksie Kapsztad. Najczęściej występuje na pozycji defensywnego pomocnika, jednak gra czasem jako prawy lub środkowy obrońca.

## Przebieg kariery
Shabalala został wychowany w swoim obecnym klubie. Z pierwszą drużyną jest związany od sezonu 2003/2004, kiedy został tam przesunięty z drużyny młodzieżowej. Pierwsze dwa występy zaliczył w sezonie 2006/2007. Już od następnego sezonu stał się wartościowym elementem Ajaksu Kapsztad, rozgrywając w ciągu trzech lat 72 mecze. Na początku sezonu 2010/2011 doznał urazu kolana, który wykluczył go z gry aż do sierpnia 2011 roku. Jego dalsza kariera naznaczona jest kilkoma urazami, które nie pozwalały mu regularnie występować na boisku.